# 水島三一郎
水島 三一郎（みずしま さんいちろう、1899年（明治32年）3月21日 - 1983年（昭和58年）8月3日）は、日本の化学者。東京大学名誉教授。専門は、構造化学・分子構造・分子科学。分子構造論の世界的先駆者。日本学士院会員。

## 研究
1899年東京・日本橋にて金襖問屋増見屋の子（9代目水島三右衛門良房の長男）として生まれる。日本の構造化学の先駆者。1,2-ジクロロエタンの立体配座を研究し、トランス型とゴーシュ型が存在することを実証した。これは回転異性体というコンセプトを打ち出したもので、国際的にも高く評価された。
研究分野は大変に広く、タンパク質の構造研究など生化学分野にも足跡を残している。生前、1962年・1964年・1967年・1968年・1970年・1971年のノーベル化学賞の候補に挙がっていたものの、受賞を逸している。墓所は多磨霊園(11-1-24)。

## 家族・門下生
長男・水島恵一は心理学者で文教大学元学長・名誉教授、次男・水島昭二は生化学者で東京大学名誉教授、三男・水島裕は元参議院議員で医師。長女は薬学者の廣部千恵子で、その夫は廣部雅昭。次女・榊原節子の夫は榊原仟の長男。三女は井沢雅子。孫に生物学者の水島昇、元衆議院議員で精神科医の水島広子らがいる。妻は正田貞一郎の二女で、正田英三郎の妹である水島勅子。したがって、上皇后美智子は義理の姪に当たる。
作家の近藤富枝、森まゆみは遠戚。水島恭愛（ハクビ京都きもの学院理事長）は近藤富枝の従兄弟で、やはり遠戚。
弟子には森野米三、島内武彦、渡邊格、長倉三郎、野田春彦、今堀和友ら。

## 略歴
東京府立第一中学校、旧制第一高等学校を経て
- 1923年 東京帝国大学理学部化学科卒業
- 1927年 東京帝国大学理学部助教授、のちライプツィヒ大学等に留学
- 1938年 同教授
- 1945年 同幅射線化学研究所所長
- 1959年 退官後、八幡製鐵東京研究所所長

## 受賞歴
- 1938年 帝国学士院賞

## 栄典
- 1961年 文化功労者、文化勲章
- 1961年 ローマ教皇庁科学アカデミー会員（日本人では湯川秀樹以来2人目）
- 1970年 勲一等瑞宝章